# Anne, Princess Royal
HRH Anne Elizabeth Alice Louise, Princess Royal (* 15. August 1950 in Clarence House, London; bürgerlich nach zweiter Heirat Anne Laurence) ist die Schwester des britischen Königs Charles III. Sie ist das zweite von vier Kindern und die einzige Tochter von Königin Elisabeth II. und Prinz Philip.
Als Vielseitigkeitsreiterin nahm sie unter anderem an den Olympischen Spielen teil und wurde 1971 Europameisterin.

## Leben
Zum Zeitpunkt von Annes Geburt war ihr Großvater Georg VI. König. Ihre Mutter Elisabeth war Thronfolgerin. Somit stand Anne hinter ihrem Bruder Charles an dritter Stelle der britischen Thronfolge. Mit der Thronbesteigung ihrer Mutter belegte Anne, nach ihrem Bruder Charles, den zweiten Platz in der Thronfolge; mit den Geburten ihrer Brüder Andrew (* 1960) und Edward (* 1964) und ihrer Neffen und Nichten sowie ihrer fünf Großneffen und vier Großnichten erhielt Anne in der britischen Thronfolge jedoch nachrangige Plätze und belegt aktuell Platz 18.
Per Letters Patent hatte Georg V., Annes Urgroßvater, einst erlassen, dass nur die Kinder und männliche Enkel des Monarchen den Titel Prinz/Prinzessin und die Anrede „Königliche Hoheit“ (Royal Highness) erhalten dürften. Sein Sohn König Georg VI. ordnete allerdings noch vor Charles’ Geburt im Jahre 1948 an, dass alle Abkömmlinge seiner Tochter Elisabeth, also auch Mädchen, diese Titel und die entsprechende Anrede erhalten mögen, deshalb wurde Anne als Her Royal Highness Princess Anne of Edinburgh geboren.
Seit Ende der 1960er Jahre nimmt Anne offizielle Aufgaben wahr. Sie ist Reiterin, war Schülerin der Spanischen Hofreitschule in Wien und hat viele Jahre insbesondere Military als Wettkampfsport betrieben. 1971 wurde sie Europameisterin im Einzelwettbewerb; vier Jahre später gewann sie nochmals eine Silbermedaille. Im darauffolgenden Jahr nahm sie mit der britischen Mannschaft an den Olympischen Sommerspielen 1976 in Montréal teil. Seit 1988 ist sie Mitglied des Internationalen Olympischen Komitees. Im Jahre 1971 wurde sie im Vereinigten Königreich Sportlerin des Jahres.
Am 14. November 1973 heiratete Prinzessin Anne Mark Phillips (* 1948), damals Captain bei den 1st The Queen’s Dragoon Guards.
Prinzessin Anne und Mark Phillips haben zwei Kinder sowie fünf Enkelkinder:
- Peter Mark Andrew Phillips (* 15. November 1977) ⚭ 2008–2021 Autumn Kelly (* 1978)
  - Savannah Anne Kathleen Phillips (* 29. Dezember 2010)
  - Isla Elizabeth Phillips (* 29. März 2012)
- Zara Anne Elizabeth Phillips (* 15. Mai 1981) ⚭ 2011 Mike Tindall (* 1978)
  - Mia Grace Tindall (* 17. Januar 2014)
  - Lena Elizabeth Tindall (* 18. Juni 2018)
  - Lucas Philip Tindall (* 21. März 2021)

Weil Phillips die angebotene Erhebung zum Earl ablehnte, tragen die beiden Kinder keinen Adelstitel. Die Familie lebte in Gatcombe Park in Gloucestershire, das heute noch der private Wohnsitz der Prinzessin ist. Die Ehe zwischen Prinzessin Anne und Mark Philipps wurde am 28. April 1992 durch die Scheidung offiziell beendet.
Am Abend des 20. März 1974 versuchte Ian Ball, ein 26-jähriger arbeitsloser britischer Staatsbürger, Prinzessin Anne auf The Mall aus ihrem Fahrzeug, einem Austin A135, heraus zu entführen, um Lösegeld zu erpressen. Dabei verletzte er mehrere Leibwächter und Personen, die zum Schutz der Prinzessin herannahten, mit seiner Schusswaffe. Die Prinzessin selbst weigerte sich, dem Kidnapper aus dem Auto zu folgen, und floh über die andere Wagenseite. Alle Verletzten überlebten, der Kidnapper wurde noch vor Ort gefasst.
Als zweitältestem Kind und einziger Tochter der Monarchin wurde ihr am 13. Juni 1987 von ihrer Mutter in Anerkennung ihres besonderen Einsatzes der Titel Princess Royal verliehen. Unter anderem weil Annes Großtante, Prinzessin Mary, bis 1965 Trägerin dieses Titels war, erhielt Anne den Titel Princess Royal nicht etwa von Geburt an, sondern erst mit 36 Jahren.
Nach ihrer Scheidung heiratete sie am 12. Dezember 1992 Commander Timothy Laurence. Die Hochzeit erfolgte in Schottland in der Kirche von Crathie bei Balmoral Castle, weil die Church of England die kirchliche Wiederheirat Geschiedener ablehnte, während die Church of Scotland diese zuließ. Ihr Mann ist inzwischen Vizeadmiral und wurde bis zu seiner Versetzung in den Ruhestand im Jahre 2011 in hochrangigen Stabspositionen eingesetzt. Prinzessin Anne wohnt seit 1976 auf ihrem Landsitz Gatcombe Park; in London hat sie ein Appartement im St James’s Palace.
Ihr zu Ehren sind der Prinzessin-Anne-Gletscher sowie die The Princess Royal Range in der Antarktis benannt.

## Aufgaben

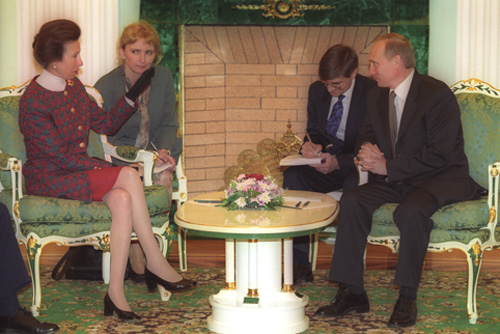
Prinzessin Anne spricht mit Präsident Putin in Moskau (2000).

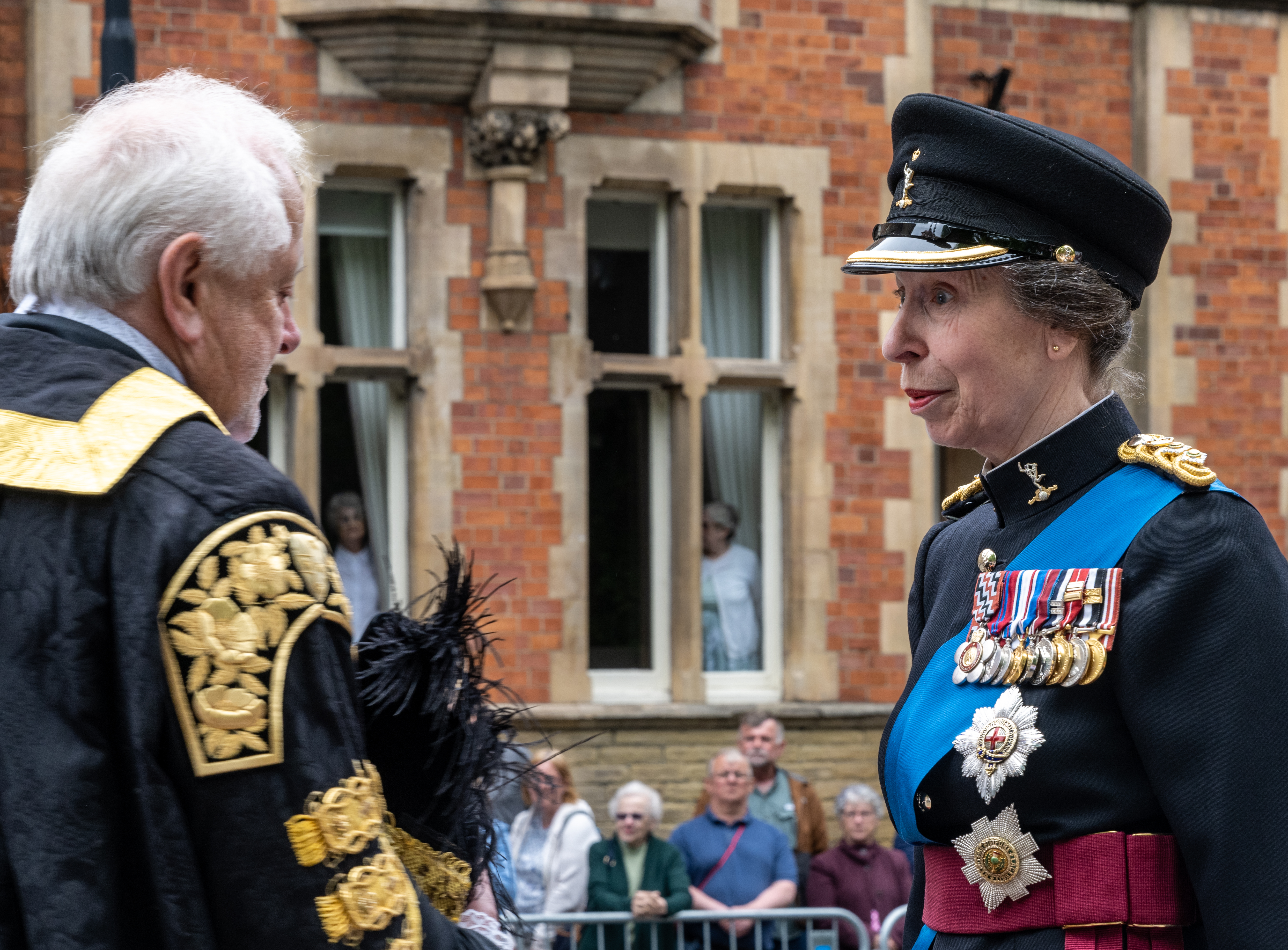
Prinzessin Anne mit dem Lord Mayor von York bei der Freedom of York Parade im Mai 2022

Bei der Vertretung der Königin in der Öffentlichkeit spielte die Prinzessin eine zentrale Rolle. Sie nimmt bereits seit vielen Jahren jährlich die meisten Termine aller Mitglieder der königlichen Familie wahr. Ein Schwerpunkt ihrer Tätigkeit ist die Organisation Save the Children, deren Präsidentin sie seit 1970 ist. Seit 1981 ist sie Kanzlerin der Universität London.
Ab 1971 war Prinzessin Anne eine Staatsrätin (englisch Counsellors of State). Als solche konnte sie gewisse Amtsgeschäfte und Hoheitsrechte der Königin wahrnehmen, wenn diese im Ausland weilte oder sonst verhindert war (wie zum Beispiel durch eine kurzfristige Krankheit). Zwei beliebige Staatsräte können den Sitzungen des Privy Council beiwohnen, staatliche Dokumente unterzeichnen oder die Empfehlungsschreiben neuer Botschafter entgegennehmen. Als Prinz William 2003 das einundzwanzigste Lebensjahr vollendete, löste er sie als Staatsrat ab. 2022 wurde sie per Gesetz auf Lebenszeit erneut zur Staatsrätin ernannt.
Wie fast alle Mitglieder der Königsfamilie ist Prinzessin Anne Ehrenoberst einer größeren Anzahl von Einheiten aller Teilstreitkräfte im Vereinigten Königreich und in anderen Staaten des Commonwealth. Hierzu gehören insbesondere die Blues and Royals. In dieser Eigenschaft ist sie kraft Amtes Gold Stick des Monarchen für England und Wales. Im Jahre 2002 trug sie als erstes nicht-regierendes weibliches Mitglied der königlichen Familie Uniform: bei der Beerdigung ihrer Großmutter Königinmutter Elizabeth, entgegen dem ausdrücklichen Wunsch ihrer Mutter. Seitdem nimmt sie auch alljährlich in Uniform an Trooping the Colour teil.

## Titel

Prinzessin Annes Wappen

Königliche Standarte

- Her Royal Highness Princess Anne of Edinburgh (15. August 1950–6. Februar 1952)
- Her Royal Highness The Princess Anne (6. Februar 1952–14. November 1973)
- Her Royal Highness The Princess Anne, Mrs. Mark Phillips (14. November 1973–13. Juni 1987)
- Her Royal Highness The Princess Royal (seit dem 13. Juni 1987)

## Orden und Ehrenzeichen
| Land                   | Kürzel | Orden                                                                           | Jahr | Abb. |
| ---------------------- | ------ | ------------------------------------------------------------------------------- | ---- | ---- |
| Vereinigtes Königreich |        | Queen Elizabeth II Coronation Medal                                             | 1953 |      |
| Vereinigtes Königreich |        | Royal Family Order of Queen Elizabeth II                                        | 1969 |      |
| Österreich             |        | Großes Goldenes Ehrenzeichen am Bande für Verdienste um die Republik Österreich | 1969 |      |
| Finnland               | SVR SR | Großkreuz des Finnischen Ordens der Weißen Rose                                 | 1969 |      |
| Vereinigtes Königreich | DStJ   | Dame of Justice des Order of Saint John                                         | 1971 |      |
| Japan                  |        | Großkreuz des Ordens der Edlen Krone                                            | 1971 |      |
| Niederlande            |        | Großkreuz des Hausordens von Oranien                                            | 1972 |      |
| Luxemburg              |        | Großkreuz des Ordens der Eichenkrone                                            | 1972 |      |
| Jugoslawien            |        | Orden der Jugoslawischen Fahne 1. Klasse                                        | 1972 |      |
| Vereinigtes Königreich | GCVO   | Dame Grand Cross des Royal Victorian Order                                      | 1974 |      |
| Vereinigtes Königreich |        | Queen Elizabeth II Silver Jubilee Medal                                         | 1977 |      |
| Kanada                 | CD     | Canadian Forces Decoration                                                      | 1982 |      |
| Neuseeland             | QSO    | Extra Companion Queen’s Service Order                                           | 1990 |      |
| Vereinigtes Königreich | KG     | Royal Knight Companion des Hosenbandordens                                      | 1994 |      |
| Vereinigtes Königreich | GCStJ  | Dame Grand Cross des Order of Saint John                                        | 1998 |      |
| Vereinigtes Königreich | LT     | Royal Lady Companion des Distelordens                                           | 2000 |      |
| Vereinigtes Königreich |        | Queen Elizabeth II Golden Jubilee Medal                                         | 2002 |      |
| Kanada                 |        | Commemorative Medal for the Centennial of Saskatchewan                          | 2005 |      |
| Papua-Neuguinea        | GCL    | Chief Grand Companion Order of Logohu                                           | 2005 |      |
| Polen                  |        | Orden des Lächelns                                                              | 2006 |      |
| Vereinigtes Königreich |        | Queen Elizabeth II Diamond Jubilee Medal                                        | 2012 |      |
| Vereinigtes Königreich |        | Queen Elizabeth II Platinum Jubilee Medal                                       | 2022 |      |
| Vereinigtes Königreich |        | King Charles III Coronation Medal                                               | 2023 |      |